# Роальд Дал
Роальд Дал (норв. Roald Dahl; 13 вересня 1916 — 23 листопада 1990) — валлійський письменник норвезького походження, автор романів, повістей, новел, оповідань, написаних як для дорослих, так і для дітей, зокрема, казково-фантастичних творів та у жанрі фантастики жахів. Лауреат численних літературних премій, військовий герой. Його найвідомішими творами є: «Чарлі і шоколадна фабрика», «Джеймс і гігантський персик», «Матильда», «Відьми», «Докори» та «ВДВ (Великий Дружній Велетень)». За сюжетами його книжок знято культові кінофільми «Віллі Вонка і шоколадна фабрика» (англ. Willy Wonka & the Chocolate Factory) у 1971 році (рімейк «Чарлі і шоколадна фабрика» у 2005 році), та анімаційний Незрівнянний містер Фокс, «Ґремліни», та ще декілька.

## Біографія

### Дитинство і юність
Роальд Дал народився у Лландаффі, Кардіфф, (Уельс) 13 вересня 1916 року в сім'ї норвежців Гаральда Дала та Софії Магдалини Дал (до шлюбу Гесселберґ). Сім'я Далів виїхала з Норвегії у 1880 році та згодом оселилася у Кардіффі.
Роальда назвали на честь Роальда Амундсена — дослідника Північного полюса, національного героя Норвегії. Норвезькою мовою Роальд Дал спілкувався вдома, зі своїми батьками та сестрами. Роальда охрестили в Норвезькій церкві міста Кардіффа, яку відвідували його батьки.
У 1920 році, коли Роальду було 4, від апендициту померла його семирічна сестра Астрі. Через місяць, у віці 57 років, помер його батько від пневмонії. Матір Роальда вирішила не повертатися у Норвегію до родичів, а переїхати з Уельсу в Англію. Цим вона виконала волю покійного чоловіка, який хотів, щоб діти навчалися в Англії.
Роальд навчався у декількох школах, а також у пансіоні для хлопчиків Святого Петра. Однак там йому не подобалося. Він не бачився з ріднею, тому писав додому щодня. Згодом Роальд навчався у Школі Рептон графства Дербішир. Через певний час він написав новелу «Хлопець», де прототипом до вигаданого персонажа Джефрі Фішера був його друг із цієї школи на ім'я Майкл, який згодом став Архієпископом Кентерберійським. Через цю посаду друга Роальд надалі сказав: «Ось чому я маю такі сумніви на рахунок релігії і Бога взагалі».

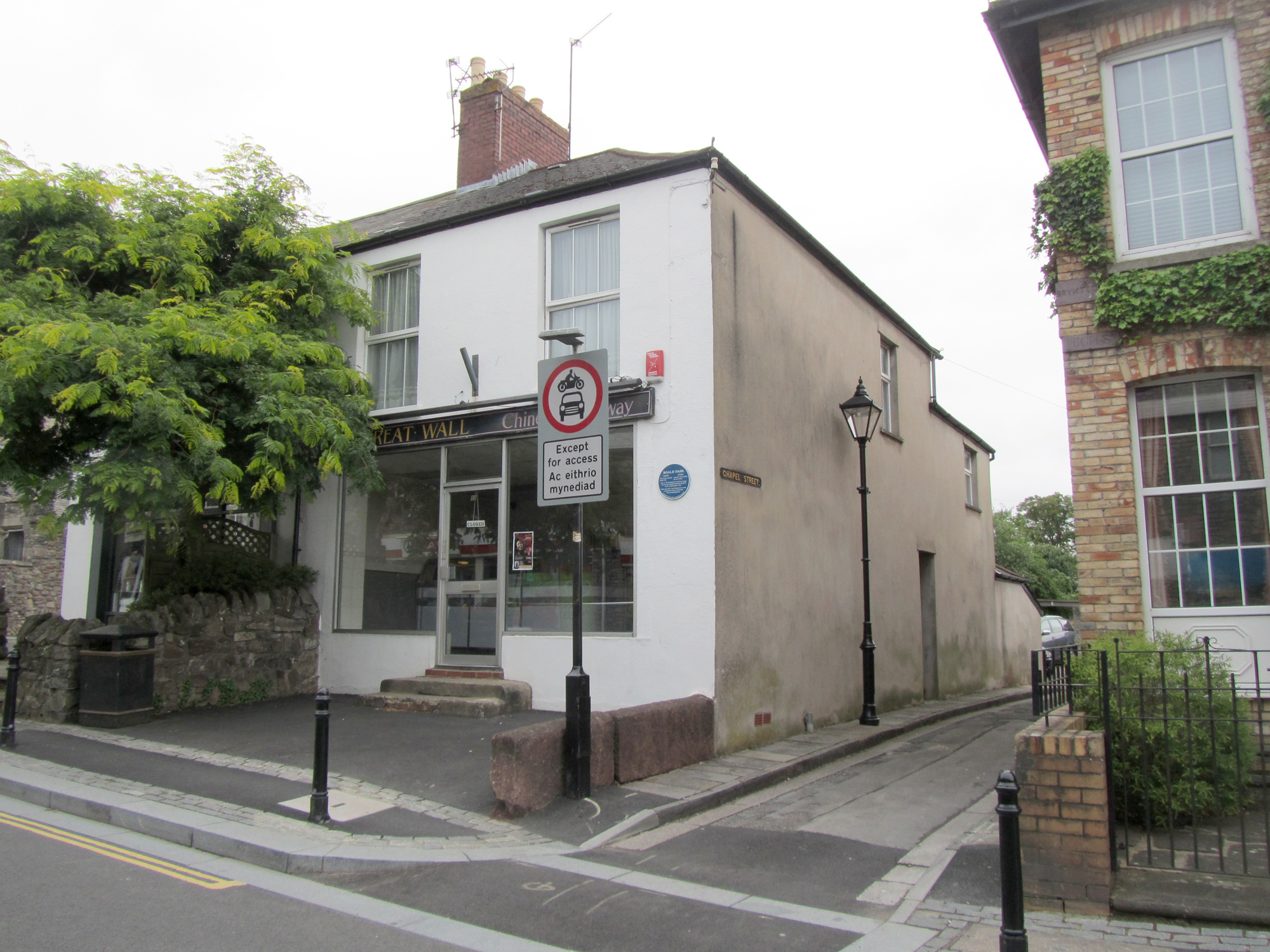
колишня кондитерська місіс Пратчетт в Лландаффі, Кардіфф

Дал був дуже високим (його зріст був 1.98 м). Також він був чудовим спортсменом, навіть капітаном шкільної команди. Грав у футбольній команді. Згодом він захопився фотографією. Через деякий час він почав працювати на шоколадній фабриці, що і послужило йому прототипом у написанні повісті «Чарлі і шоколадна фабрика».
Закінчивши навчання у школі, Роальд вирішив не вступати в університет. Натомість, у 1934 році він пішов працювати в компанію «Шелл» (Shell- мушля). В 20 років він поїхав у Танзанію.

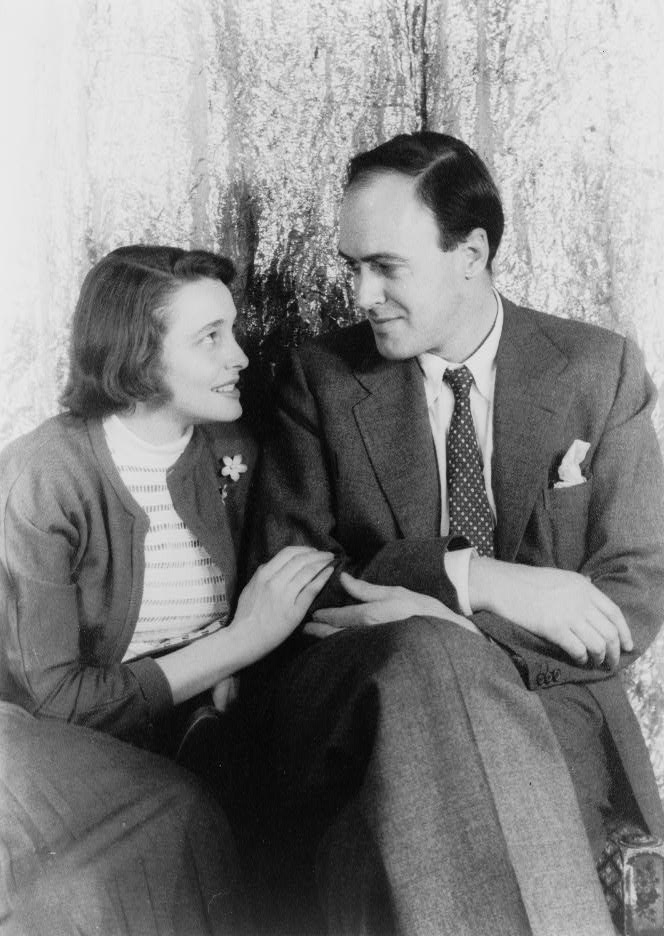
Роальд Дал із дружиною Патрисією Ніл

### Друга світова війна
Під час Другої світової війни Роальд став льотчиком — винищувачем у Найробі (Кенія). Далу дуже подобалося його вільне життя в Кенії, особливо польоти. Він продовжував навчання техніці польотів у Іраку, за 50 миль від Багдаду. Після 6-ти місяців тренувань Дал отримав чин Пілота-офіцера.
Згодом Дал був направлений у Єгипет. Під час одного з польотів над пустелею він мало не загинув, дивом врятувавшись. Згодом це стало темою повісті. Дал був врятований; його відвезли у лікарню в Александрії. Лікар сказав, що Роальд ніколи не зможе літати. Однак вже через 5 місяців, у лютому 1941 року, Дал продовжив польоти на фронті.
Дал почав писати у 1942 році. Його першим твором, опублікованим у «Вечірній суботній газеті» була повість «Шматок торта», що розповідала про аварію в Єгипті. Згодом назву змінили на «Падіння у Лівії» (видавець вважав таку назву набагато драматичнішою, хоча насправді Роальд не падав). У 1943 році Дал опублікував повість «Ґремліни», за сюжетом якої було поставлено відомий однойменний фільм (1984).

#### Життя після війни
Після війни Роальд Дал повністю присвятив себе творчості. Він писав розповіді, повісті, п'єси — як для дорослих, так і для дітей. Його твори здобули світову славу, про нього писали у найвідоміших виданнях того часу.
Роальд одружився з американською акторкою (яка згодом отримала «Оскар») Патріцією Ніл 2 липня 1953 року у Нью-Йорку. Їхній шлюб тривав 30 років, у сім'ї народилося 5 дітей: Олівія (померла у семирічному віці; через ускладнення, що дав кір), Тесса, Тео, Офелія та Люсі.

### Смерть і вшанування

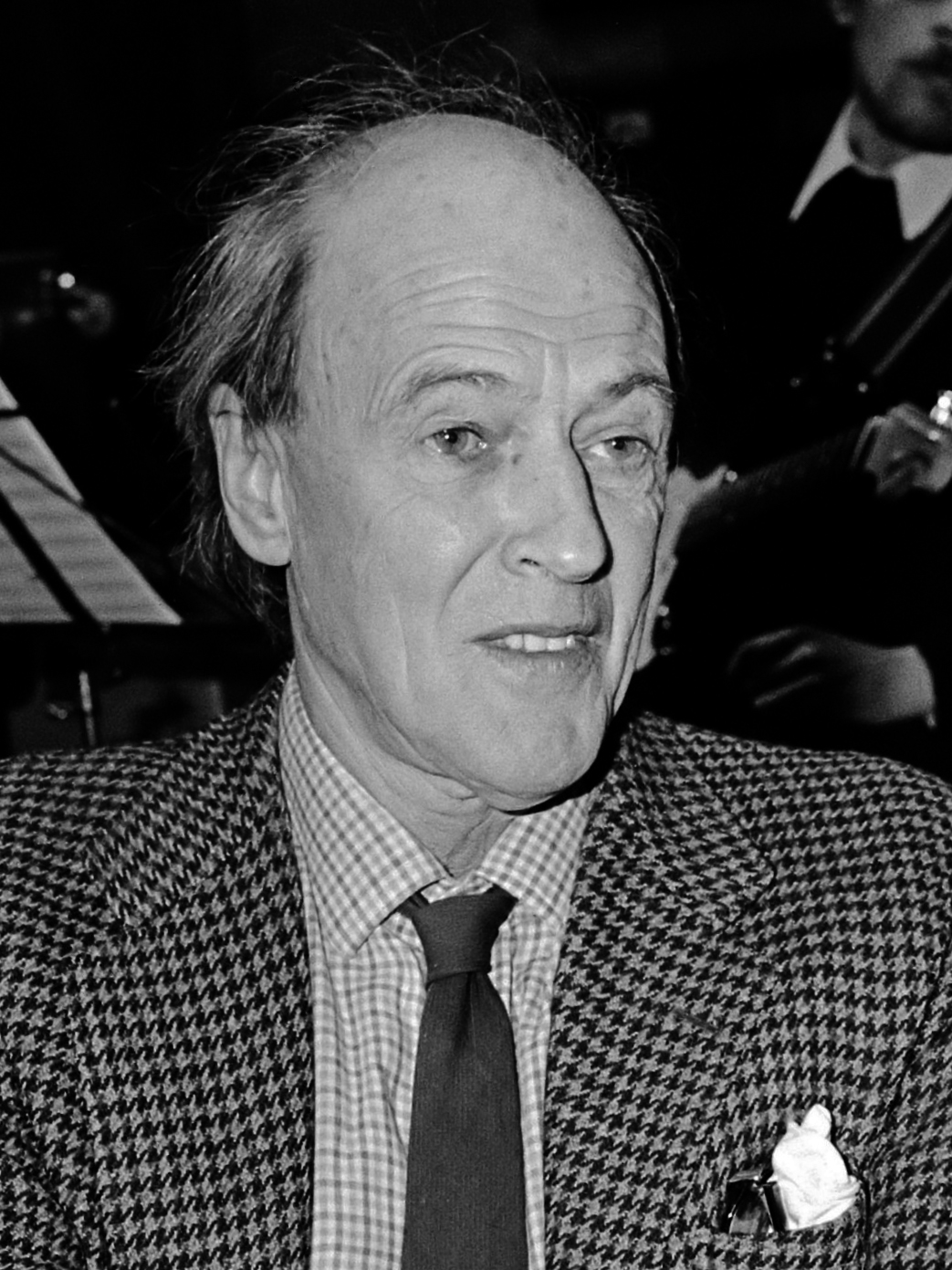
Роальд Дал в 1982

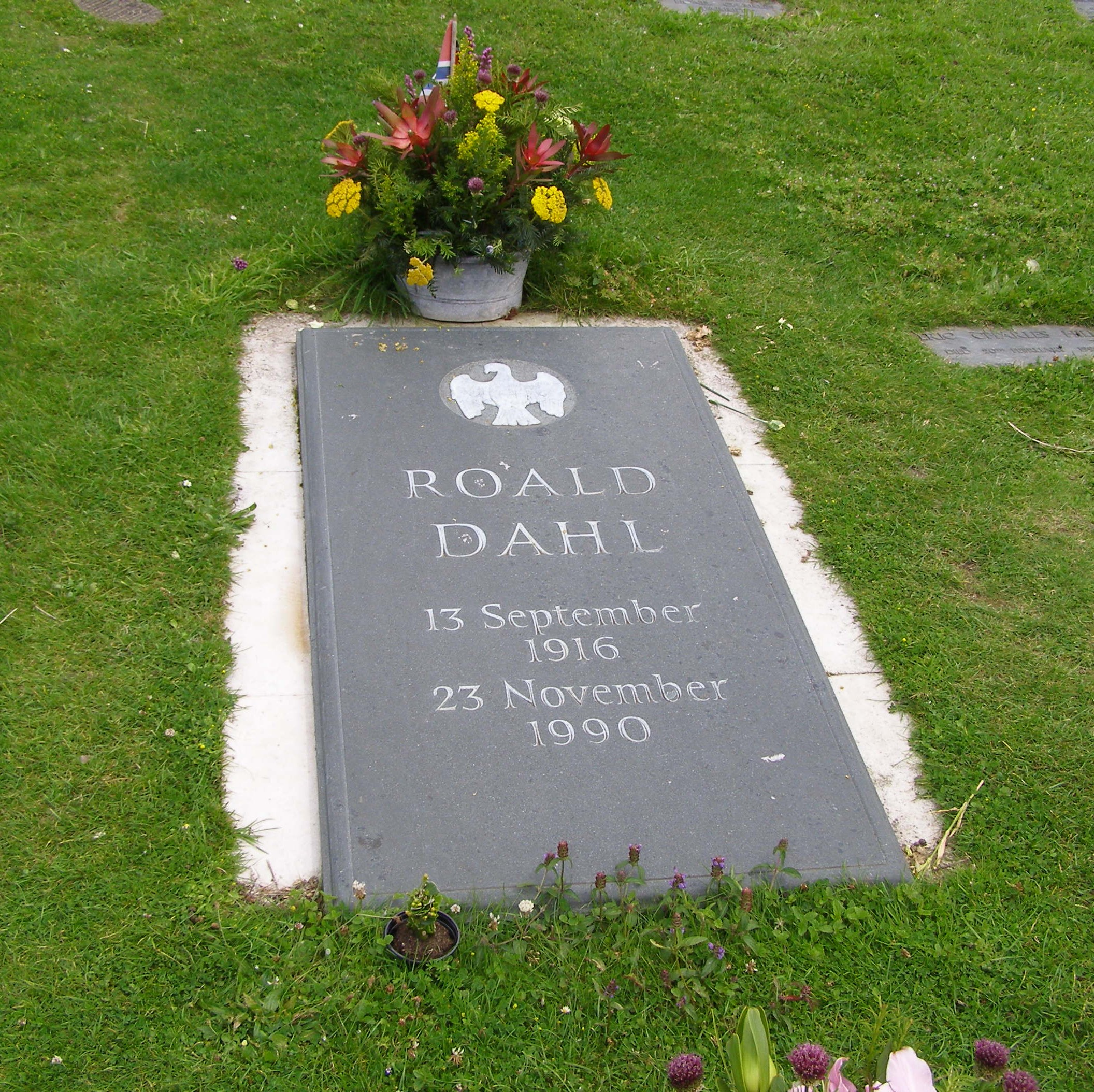
надгробок Даля, Санкт Церква Петра і Святого Павла, Грейт-Міссенден, Бакингемшир

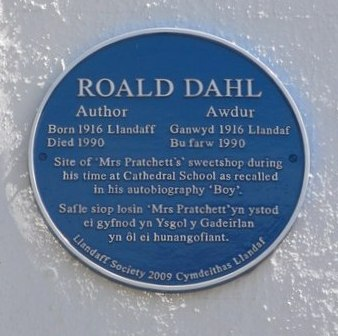
Меморіальний знак на честь Роальда Даля в Лландаффі, Кардіфф

В останні роки життя Дала побачили світ два автобіографічних романи —  «Хлопчик. Розповіді про дитинство» (1984) і «Польоти наодинці» (1986).
Роальд Дал помер 23 листопада 1990 році у віці 74 років вдома, в Оксфорді від лейкозу (лейкемії), і був похований на цвинтарі церкви Св. Петра і Св. Павла за обрядом вікінгів з улюбленими предметами — більярдними киями, пляшкою бургундського, шоколадними цукерками, олівцями. На його честь у Бакінгемширському Музеї відкрито Дитячу Галерею Роальда Дала. На честь річниці від його дня народження 13 вересня офіційно визнано Днем Роальда Дала.

## Творчий доробок
Найпершим твором Дала було «Падіння над Лівією», яке тепер видається за оригінальною назвою «Шматок торта». Ця історія, за яку «Вечірня суботня газета» заплатила йому 900 доларів, і стала початком його кар'єри.
Його перша дитяча книга мала назву «Ґремліни» (1943) — про маленьких створінь, запозичених із фольклору. Згодом Дал написав повісті «Чарлі і шоколадна фабрика», «Джеймс і гігантський персик», «Матильда». Вони вважаються одними з найулюбленіших дитячих творів XX-ого століття.
У своїх творах для дітей письменник засуджує поганих батьків, які не піклуються про дітей, або навпаки, дозволяють їм занадто багато. Роальд Дал показує, що хорошим дітям ніколи не буде самотньо, адже для них завжди знайдеться друг і порадник. Водночас, письменник не ідеалізує своїх персонажів, а зображує їх такими, якими вони є.

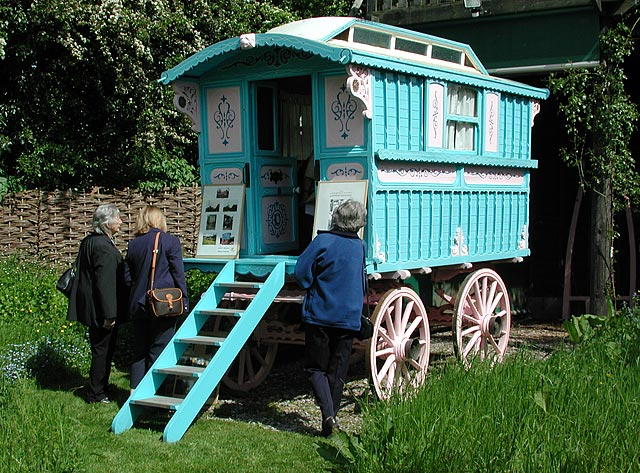
Циганський візок Роальда Даля в саду його будинку, Gipsy Cottage, у Грейт-Міссендені, де він написав книгу Денні, чемпіон світу в 1975 році

Також Дал писав новели для дорослих у жанрах нуар або жахи. Багато з них були написані спеціально для американських журналів, як-от «Дамський домашній журнал» чи «Нью-Йоркець». Деякі з новел (а всього Дал написав 60) були опубліковані аж після смерті письменника. Його новели принесли йому 3 нагороди (Edgar Awards): у 1954 році, за збірку «Хтось, як ти»; у 1960 році за оповідання «Господиня»; у 1980 році за уривок з «Оповідань несподіваного» (під назвою «Шкіра»).
Одне з його найвідоміших оповідань, «Людина з Півдня», було адаптовано кілька разів. Найвідоміша адаптація побачила світ у 1995 році, коли твір став основою для сегмента «Людина з Голлівуду», який зняв Квентін Тарантіно як частину антологійного фільму «Чотири кімнати».

## Переклади українською
- «Чарлі і шоколадна фабрика». Переклад: з англійської: Віктор Морозов за редакцією О. Негребецького та І. Малковича. Київ: А-ба-ба-га-ла-ма-га, 2005. — 240 с. — ISBN 978-966-7047-47-4;
- «Матильда». Переклад: з англійської: Віктор Морозов за редакцією О. Негребецького та І. Малковича. Київ: А-ба-ба-га-ла-ма-га, 2006. — 272 с. — ISBN 978-966-7047-64-1
- «Джеймс і гігантський персик». Переклад: з англійської: Віктор Морозов за редакцією І. Малковича. Київ: А-ба-ба-га-ла-ма-га, 2009. — 224 с. — ISBN 978-966-7047-91-7
- «ВДВ». Переклад: з англійської: Віктор Морозов за редакцією І. Малковича. Київ: А-ба-ба-га-ла-ма-га, 2014. — 272 с. — ISBN 978-617-585-054-1
- «Відьми» — Київ: А-ба-ба-га-ла-ма-га. Переклад: з англійської: Віктор Морозов за редакцією І. Малковича. 2016. — 256 с.— ISBN 978-617-585-118-0
- «Коняка Фокслі та інші дорослі оповідання». Переклад: з англійської: Віктор Морозов. Київ: А-ба-ба-га-ла-ма-га, 2016. — 368 с.— ISBN 978-617-585-107-4
- «Чарлі і великий скляний ліфт». Переклад з англійської: Віктор Морозов. Київ: А-ба-ба-га-ла-ма-га, 2019 . — 272 с.— ISBN 978-617-585-176-0
- «Фантастичний містер Лис» Переклад з англійської: Віктор Морозов. Київ: Абабагаламага, 2020. (Готується до друку)

## Цитати
| Я пишу тільки про те, що захоплює дух або смішить. Діти знають, що я на їхній стороні. |

## Екранізація творів
- 1968  — фільм «Чих-Чих-Бум-Бум» (США). Режисер — Кен Г'юз. У цьому фільмі Дал був автором сценарію за книгою Я. Флемінга, і додав нові сюжетні лінії, яких не було в оригінальній книзі.
- 1971  — фільм «Віллі Вонка і шоколадна фабрика» (США). Режисер — Мел Стюарт.
- 1990  — фільм «Відьми» (США). Режисер — Ніколас Роуг.
- 1990  — за мотивами його оповідань створено комедію «Ідеальна пара» (СПб, Росія — Одеса «Аура»);
- 1995  — фільм «Чотири кімнати» 1995 (США). Режисери — Елісон Андерс, Олександр Рокуелл, Роберт Родрігес, Квентін Тарантіно. В основу сегмента «Людина з Голлівуду» покладено оповідання Дала «Людина з Півдня».
- 1996 — мультфільм «Джеймс і гігантський персик»;
- 1996 — «Матильда» (Денні ДеВіто);
- 2005 — Чарлі і шоколадна фабрика Режисер — Тім Бертон;
- 2009  — ляльковий мультфільм «Незрівнянний містер Фокс» (США, Велика Британія). Режисер — Уес Андерсон.
- 2016 — фільм ВДВ (США). Режисер — Стівен Спілберг
- 2020 — фільм «Відьми» (США). Режисер  — Роберт Земекіс

## Благодійність
- Роальд Дал допомагав тяжкохворим дітям. Чудовий дитячий благодійний фонд Даля продовжує свою роботу і сьогодні, допомагаючи тисячам дітей з неврологічними та гематологічними захворюваннями. Фонд надає тяжко хворим дітям всіляку підтримку, догляд медсестер і необхідне медичне обладнання, а також піклується про те, щоб діти Великої Британії росли життєрадісними і щасливими. Крім того, фонд фінансує важливі наукові дослідження, щоб допомогти дітям у всьому світі впоратися зі страшними недугами. Десята частина від усіх гонорарів за все книги Даля, які видавалися, видаються і будуть видаватися, йде на поповнення фонду.
- Дал жив і працював неподалік від Лондона, в селі графства Бакінгемшир. Тепер там розташовані Музей і Центр історій Роальда Даля, які створені, щоб прищеплювати любов до читання і письменництва. Стрижень музею — унікальний архів листів і рукописів Даля. Дві галереї розповідають про життя письменника. Крім того, в музеї знаходиться інтерактивний Центр історій.